# Prus (priimek)
Prus je priimek v Sloveniji, ki ga je po podatkih Statističnega urada Republike Slovenije na dan 1. januarja 2012 uporabljalo 57 oseb in je med vsemi priimki po pogostosti uporabe uvrščen na 6.851. mesto.
Razporeditev priimka kaže, da izvira iz Bele krajine in po vsej verjetnosti ni povezan s Prusi, prej z nekaterimi živalmi: Pleteršnikov slovar navaja besedo prusec za posebno podvrsto konj ter prosnik oz. prusnik za repaljščico.

## Priimek zunaj Slovenije
Priimek je razmeroma pogost na Poljskem.

## Znani nosilci priimka

### Slovenci
- Anton Prus (1921–2007?), operni pevec
- Franci Prus, igralec
- Janez Krstnik Prus (1695–?), kriptograf, zgodovinar, šolnik
- Jože Prus, vinar (družina Prus, belokranjski vinarji)
- Jožica Prus, klavirska pedagoginja
- Mojca Prus (1982), glasbenica pianistka, zborovodkinja, aranžerka/skladateljica
- Tomaž Prus, pedolog
- Vera Prus, igralka?

### Tujci
- Albert Prus (1987), ruski nogometaš
- Bolesław Prus (1847–1912), poljski pisatelj, pesnik, zgodovinar in mislec
- Edward Prus (1931–2007), kontroverzni poljski politolog
- Gunter Prus, škof iz 13. stoletja
- Łucja Prus (1942–2002), poljska pevka
- Mateusz Prus (1990), poljski poklicni nogometaš
- Michael Prus (1968), nemški nogometaš in trener
- Mikołaj Prus-Więckowski (1890–1961), poljski general